# Centrum (stacja metra)
Centrum – stacja linii M1 metra w Warszawie znajdująca się na placu Defilad, przy rondzie Romana Dmowskiego.

## Opis stacji
Nazwa stacji została nadana uchwałą Rady Narodowej m.st. Warszawy 16 grudnia 1983.
Stacja Centrum jest najgłębszą stacją na linii M1 (15 metrów od poziomu gruntu). Jest dwukondygnacyjna. Dwa perony, każdy o szerokości 7 m, są rozmieszczone po bokach stacji, a tory metra pośrodku. Galeria znajduje się nad obydwoma peronami. W połowie stacji, nad torami, jest połączenie między bocznymi galeriami. Całą konstrukcję podtrzymuje rząd wysokich słupów znajdujący się między torami. Na stacji oprócz zwykłych schodów są schody ruchome przy każdym z czterech wyjść z peronów oraz windy.
Stacja jest utrzymana w kolorach żółtym i niebieskim. Na terenie stacji znajdują się liczne punkty handlowo-usługowe, toalety, bankomat, posterunek Komisariatu Policji Metra Warszawskiego i placówka Poczty Polskiej. Stacja spełnia też funkcję przejścia podziemnego. Na placyku przed południowym wejściem na stację Centrum, nazywanym zwyczajowo patelnią zbudowano betonową ścianę utrzymująca różnicę wysokości. Na tej ścianie artyści prezentują swoje prace (m.in. graffiti).
W październiku 2018 na stacji doszło do awarii schodów ruchomych, w wyniku czego ranne zostały cztery osoby. Badający przyczyny wypadku Transportowy Dozór Techniczny orzekł, że przyczynami awarii było zużycie materiałów i bieganie pasażerów po schodach, powodujące dodatkowe drgania i obciążenia dynamiczne.

## Dane techniczne stacji
- Powierzchnia – 25 520 m².
- Kubatura – 145 300 m³.
- Hala peronowa czteronawowa, z trzema rzędami słupów
- Za stacją Centrum od strony północnej znajduje się połączenie między torem 1. i 2. Połączenie to może być wykorzystane w sytuacji, gdy na trasie zepsuje się jakiś skład, można go wtedy odholować, tak aby nie przeszkadzał w dalszym kursowaniu metra.
- Architektem stacji była Jasna Strzałkowska-Ryszka.

## Inne informacje
- Razem ze stacją metra pod placem Defilad powstał parking podziemny na 266 miejsc[7].
- Za stacją, od strony północnej znajduje się rozjazd, dzięki któremu pociągi mogą skręcić w tunel techniczny łączący linie M1 i M2[8].
- Z dworca Warszawa Śródmieście planowany był tunel dla pasażerów, mający połączyć go ze stacją metra Centrum. Projekt nie został jednak zrealizowany.